# Priocnemis pillichi
Priocnemis pillichi is een vliesvleugelig insect uit de familie van de spinnendoders (Pompilidae). De wetenschappelijke naam van de soort is voor het eerst geldig gepubliceerd in 1960 door Priesner.